# Estación Hermanos Clark
La Estación Hermanos Clark (Más conocida como Estación Juncal) fue una estación de ferrocarriles del Ferrocarril Trasandino ubicada en el sector de Juncal a unos 7 Kilómetros del Parque Andino Juncal y por más de 70 años fue una de las estaciones más importantes del lado chileno del ferrocarril trasandino. 
La estación fue abandonada en 1984 después del fin del ferrocarril trasandino y desde la década de 1990 es usada como campo de entrenamiento militar por el Ex-Regimiento de Infantería n.º 18 "Guardia Vieja" y en la actualidad sigue siendo utilizada por el Destacamento de Montaña n.º 3 "Yungay" del ejército de Chile.

## Historia
Las primeras construcciones de la estación se realizaron en enero de 1906 y 1 mes después el 12 de febrero de 1906 la estación fue inaugurada con la presencia del ese entonces presidente de la república de Chile, Germán Riesco Errázuriz junto a una comitiva de ministros y funcionarios, también fue acompañado de autoridades argentinas.